# 厄庇諾米斯篇
《厄庇諾米斯篇》（直譯爲《法律後篇》）是託名柏拉圖的一篇哲學對話，目前普遍認爲是僞作。亦有學者通過比照寫作風格認爲該篇可能是柏拉圖本人的作品，或是出自一位參與了他的晚期作品編修的學生之筆。
該篇在形式上是《法律篇》的續作，傳統亦有將其劃爲《法律篇》的第十三章，參與對話的角色與《法律篇》相同。